# Pinchbeck
Pinchbeck – wieś w Anglii, w hrabstwie Lincolnshire, w dystrykcie South Holland. Leży 53 km na południowy wschód od Lincoln i 146 km na północ od Londynu. W 2008 miejscowość liczyła 5153 mieszkańców.